# 2000000 карбованців

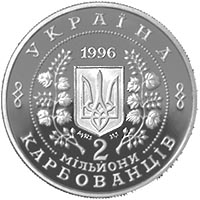
2 000 000 карбованців

2000000 українських карбованців (купонів, купонокарбованців) — номінал ювілейних монет України, що ходив на території країни в 1996 році та пробної банкноти.

## Опис
Монети номіналом 2000000 карбованців були виготовлені на Банкнотно-монетному дворі Національного банку України в 1996 році.
Монети карбувалися зі срібла 925-ї проби. Розмір монет становить: вага — 31,1 г, діаметр — 38,61 мм.
Перші монети були введені в обіг 7 березня 1996 року, та були вилучені — 16 вересня 1996 року.
За 1996 рік Національний банк України випустив 5 серій срібних пам'ятних монет номіналом 2000000 карбованців. Усі монети мають ідентичні параметри: вага 31,1 г, діаметр 33 мм, якість карбування — пруф, гурт рифлений.
| № | Назва                                    | Номінал, крб/грн | Тираж, штук | Маса, г | Дата випуску | Аверс | Реверс |
| - | ---------------------------------------- | ---------------- | ----------- | ------- | ------------ | ----- | ------ |
| 1 | 50 років Організації Об'єднаних Націй    | 2 000 000        | 10 000      | 31,1    | 07.03.96     |       |        |
| 2 | 10 років Чорнобильської катастрофи       | 2 000 000        | 10 000      | 31,1    | 25.04.96     |       |        |
| 3 | 100-річчя Олімпійських ігор сучасності   | 2 000 000        | 10 000      | 31,1    | 10.07.96     |       |        |
| 4 | Перша участь у літніх Олімпійських іграх | 2 000 000        | 10 000      | 31,1    | 10.07.96     |       |        |
| 5 | Незалежність                             | 2 000 000        | 10 000      | 31,1    | 01.08.96     |       |        |